# Fangfoss
Fangfoss – wieś w Anglii, w hrabstwie East Riding of Yorkshire. Leży 42 km na północny zachód od miasta Hull i 278 km na północ od Londynu.